# Kanton Bitche
Kanton Bitche (fr. Canton de Bitche) je francouzský kanton v departementu Moselle v regionu Grand Est. Tvoří ho 46 obcí. Před reformou kantonů 2014 ho tvořilo 16 obcí.

## Obce kantonu
od roku 2015:
| - Achen - Bærenthal - Bettviller - Bining - Bitche - Bousseviller - Breidenbach - Éguelshardt - Enchenberg - Epping - Erching - Etting - Gœtzenbruck - Gros-Réderching - Hanviller - Haspelschiedt - Hottviller - Lambach - Lemberg - Lengelsheim - Liederschiedt - Loutzviller - Meisenthal | - Montbronn - Mouterhouse - Nousseviller-lès-Bitche - Obergailbach - Ormersviller - Petit-Réderching - Philippsbourg - Rahling - Reyersviller - Rimling - Rohrbach-lès-Bitche - Rolbing - Roppeviller - Saint-Louis-lès-Bitche - Schmittviller - Schorbach - Schweyen - Siersthal - Soucht - Sturzelbronn - Volmunster - Waldhouse - Walschbronn |

před rokem 2015:
- Baerenthal
- Bitche
- Éguelshardt
- Goetzenbruck
- Hanviller
- Haspelschiedt
- Lemberg
- Liederschiedt
- Meisenthal
- Mouterhouse
- Philippsbourg
- Reyersviller
- Roppeviller
- Saint-Louis-lès-Bitche
- Schorbach
- Sturzelbronn